# Abd-al-Mumin ibn Alí
Abd-al-Mumin ibn Alí ibn Alwí ibn Yala al-Kumí Abu-Muhàmmad (àrab: عبد المؤمن بن علي بن مخلوف بن يعلى الكومي أبو محمد, ʿAbd al-Muʾmin ibn ʿAlī ibn Maẖlūf ibn Yaʿlà al-Kūmī Abū Muḥammad) (Tagra o Trara, 1094- Salé, 1163) fou el primer califa dels almohades i fundador de la dinastia almohade mumínida o dels mumínides, amb capital a Marràqueix. Va succeir el mahdí Ibn Tumart al front del moviment reformista (tawhid) conegut per al-muwahhidun (almohades).
Pertanyia a una humil tribu amaziga arabitzada, els kumya del grup zenata, que vivia al nord del territori d'Orà. Va iniciar una peregrinació que l'havia de portar a l'Orient, però es va aturar a Bugia, on va conèixer ibn Túmart, anomenat el "faqih del Sus", del que va esdevenir deixeble (1117). Ibn Túmart el va adoptar a la seva pròpia tribu, els hargha, i li va donar un lloc al "consell dels deu"; un dels membres principals del grup, Abu-Hafs Úmar Inti, el va protegir, i a la mort del cap al 1130 el va fer designar successor. Les tribus amazigues van tardar tres anys a reconèixer Abd-al-Mumin com a cap espiritual i donar-li la baya en signe de reconeixement.

## Conquesta del Marroc
Només ser reconegut va decidir conquerir el Marroc. Sus i Dra (Wadi Dar'a) foren els primers objectius i després les fortaleses que envoltaven al nord les muntanyes del gran Atles i impedien l'accés a les planes de Marràqueix; després va avançar cap al nord-est i va ocupar Damnat, i Day, i es va assegurar el control de l'Atles mitjà i de Tafilalt (1140-1141). Així les seves forces tenien accés al Marroc del Nord, i amb base al massís del Jabal, van ocupar les fortaleses de la regió de Taza des d'on es van estendre cap als territoris de les tribus mediterrànies del Wadi Law i de Badis, Nakur, Melilla i fins a Orà. Va entrar a la vila de Tagra on havia nascut, com a triomfador.
Fins ara les seves operacions foren de guerrilla però en endavant volia enfrontar als almoràvits a la plana. La mort de l'emir almoràvit Alí ibn Yússuf el 1144 havia deixat un tron debilitat al seu fill Taixfín ibn Alí, i la rivalitat entre els grups tribals lamtuna i massufa per la successió debilitaven el seu imperi. La mort del català Al-Ruburtayr, el millor general almoràvit (1142), en un enfrontament entre les seves milícies cristianes i els almohades al Marroc oriental, també els havia perjudicat molt tot i que el fill Alí ibn Reverter va agafar la successió. L'adhesió dels amazics zenata al moviment va deixar aquest amb una força immensa. L'exèrcit d'Abd-al-Mumin i el de Tashfin ibn Alí es van trobar a la plana de Tremissen (Tilimsen) i els almohades van obligar els seus enemics a retirar-se cap a Orà. Tashfin va morir d'una caiguda de cavall el mateix any 1145. Ara el camí de Fes estava obert. Wajda (Oujda) i Ajarsif (Guersif) foren ocupades i finalment ho fou Fes el 1146; després van seguir Meknès i Sale. Marrakech va tractar d'oferir resistència però va haver de capitular el 1147. Abd-al-Mumin es va instal·lar al palau del sobirà almoràvit, i va fer construir la mesquita Djami al-Kutubiyyin encara existent. Fou segurament llavors que els seus fidels li van atribuir el títol de "Amir al-muminin" (cap dels creients)
Llavors va organitzar el seu imperi. Els sospitosos de no ser prou lleials o poc religiosos foren executats.

## Conquesta d'Ifríqiya
Després va decidir conquerir Ifríqiya on les dinasties sinhadja de Bugia i Kairuan eren dèbils i estaven molt afectades per les incursions dels beduïns, i per mar eren atacats pels normands dirigits per Roger II de Sicília i havia conquerit algunes posicions. Abd-al-Mumin va marxar a Ifríqiya oficialment per fer la guerra santa contra els cristians; va sortir de Sale el 1151, i va avançar cap a l'est ocupant Alger, Bugia i la Kala dels Banu Hammad, i va derrotar en la batalla de Setif als àrabs nòmades que fins llavors havien estat feudataris dels hammadites de Bugia; a aquests nòmades seguidament els va agafar al seu servei. En aquell moment va decidir no seguir més endavant.
El 1154 va assegurar la successió i va fer designar al seu fill Muhàmmad ibn Abd-al-Mumin com a hereu. El 1156 va donar el govern de les principals ciutats a altres fills.
Vuit anys més tard de la seva primera expedició, va anar a conquerir Ifríqiya i va deixar com a lloctinent al Marroc a Abu Hafs Umar Inti. El 1159, després de sis mesos de camí, va arribar davant Tunis, que va conquerir; tot seguit va atacar Mahdia, en poder dels normands sicilians, que fou ocupada el gener de 1160. També es va assegurar la possessió de Sussa, Kairuan, Sfax, Gafsa, Gabes i Trípoli (Líbia). Després va tornar al Marroc i va sortir cap a Hispània el 1161.

## Conquesta de l'Àndalus
Els almohades hi havien desembarcat el 1145; el 1146 l'almirall almoràvit Ibn Maymun es va passar als almohades i es va apoderar de Cadis. El 1147 un exèrcit enviat per Abd-al-Mumin va conquerir successivament Xerès, Niebla, Silves, Beja, Badajoz, Mértola i finalment Sevilla. El 1154 Granada fou entregada pel seu governant almoràvit. El 1157 fou conquerida Almeria, que havia caigut en poder dels castellans amb l'objectiu clar de dominar Andalusia i el 1161, per impedir-ho, Abd-al-Mumin va anar a la península establint el seu quarter a Gibraltar de la que havia ordenat la reconstrucció amb el nom de Djabal al-Fath. Hi va romandre dos mesos l'hivern. Va enviar a les seves forces en direcció de Jaén on els mercenaris d'Ibn Mardanish (Aben Mardanix) havien fet una incursió, però el 1162 va tornar al Marroc. Allí va concentrar les seves tropes a un quarter creat a l'efecte prop de Sale, el Ribat al-Fath (moderna Rabat) per preparar un nou pas a la península; però es va posar malalt i va haver de fer llit i finalment va morir el maig de 1163.